# Frank Breuer
 (février 2013).
Frank Breuer, né le 23 mai 1963 à Rheinbach en Allemagne est un photographe allemand.

## Biographie
De 1991 à 1998 il étudie à l'Academy of Arts de Dusseldorf avec Bernhard Becher.
En 1996 il obtient son Masteirschuler (Diplôme de fin d’étude, avec les félicitations).
En 1999, il reçoit le prix Wüstenrot de la photographie documentaire.
De 2003 à 2004, il a été enseignant invité à l’université de Harvard, à Boston.
Franck Breuer est représenté par la galerie Jousse entreprise à Paris

## Travail
Son travail s'articule autour de la photographie en série dans les paysages urbains: containers, logos et récemment des mâts électriques que l'on peut rencontrer aux États-Unis.
Dans sa voiture, il parcourt au hasard les territoires et photographie les vestiges d'une industrialisation qui semblent venir d'une autre époque. Dans ces photos, il n'y a pas de mouvement, de vie, l'objet est figé et l'absence semble être la métaphore d'une perte d'identité déjà consommée. Par ses photographies, Breuer, interroge la notion de temporalité (les clous à moitiés enlevés, un élément rajouté plusieurs années après sur l'objet photographié, etc.) mais également la notion du format, de dimension. Il photographie souvent de grandes structures, qui isolées de tout repère, d’échelle ou de valeurs paraissent réduites.